# Những ngày tươi đẹp
Những ngày tươi đẹp (tiếng Anh: All the Bright Places) là một bộ phim năm 2020 của Mỹ thuộc thể loại chính kịch lãng mạn tuổi teen do Brett Haley đạo diễn, kịch bản được chắp bút bởi Jennifer Niven và Liz Hannah dựa trên tiểu thuyết cùng tên của Niven. Phim có sự tham gia của Elle Fanning, Justice Smith, Alexandra Shipp, Kelli O'Hara, Lamar Johnson, Virginia Gardner, Felix Mallard, Sofia Hasmik, Keegan-Michael Key và Luke Wilson. Phim được phát hành vào ngày 28 tháng 2 năm 2020, bởi Netflix.
Phim man mác những nỗi buồn, lãng mạn và thơ mộng nhưng cũng rất thực tế, ẩn chứa tính nhân văn. Câu chuyện của Violet và Finch khá đơn giản, nhẹ nhàng, được kể với một nhịp điệu chậm rãi với bối cảnh vương vấn sự hoài niệm, cổ điển. Phim tựa như một bản nhạc không lời du dương, nhè nhẹ đi vào lòng người bởi những tiết tấu êm dịu dạt dào cảm xúc. Cặp đôi diễn viên Fanning và Smith đã tạo nên một chuyện tình đẹp mà buồn, đầy ám ảnh với nỗi cô đơn và sự khao khát được hòa nhập, được yêu thương của người trẻ. Những ngày tươi đẹp là một bản tình ca dành cho tuổi trẻ, cho những kẻ cô đơn muốn được sẻ chia và đồng cảm, muốn tìm kiếm niềm tin, ý nghĩa để tiếp tục tồn tại giữa dòng đời khắc nghiệt.

## Tóm tắt
Câu chuyện xoay quanh hai nhân vật chính là Violet Markey (Elle Fanning) - là một cô gái nổi tiếng, được biết đến là một học sinh xuất sắc với tương lai rộng mở đang trượt khỏi lằn ranh kể từ sau cái chết của chị gái trong một tai nạn, Violet dường như đếm từng ngày chờ cơ hội để biến mất, bỏ lại nỗi đau dai dẳng cùng cơn ác mộng ở phía sau; và Theodore Finch (Justice Smith), người thường được gọi với những biệt danh như kẻ dị hợm, kẻ lập dị,... vì không một ai muốn giao tiếp hay liên quan đến cậu. Tất cả những gì cậu có chỉ vọn vẻn là một gia đình nhưng từ lâu gia đình ấy đã không còn nguyên vẹn nữa. Hai người bạn cùng lớp nhưng chả bao giờ chơi với nhau cho đến khi Finch gặp Violet đang đứng trên thành cầu, có vẻ như đang có ý định tự vẫn, Finch đã ngăn Violet khỏi ý định tự tử. Sau đó thì anh chàng cảm nắng cô nàng nên quyết định tìm hiểu về cô bạn xinh xắn này. Tuy vừa cứu Violet nhưng mọi người đều nghĩ Violet đã cứu Finch “lập dị” khỏi ý định tự tử nhưng không ai biết thực chất chính Finch là người cứu Violet. Khi biết Violet vừa phải trải qua một biến cố gia đình lớn thì Finch quyết định giúp đỡ cô vượt qua cú sốc tinh thần để vững tin sống tiếp và cũng nhân tiện kiếm người yêu luôn. Nửa đầu phim là liên tiếp là những hành động đáng yêu, dễ thương của đôi bạn trẻ. Finch dẫn Violet đến nhiều nơi, làm nhiều hành động ngớ ngẩn. Mục tiêu của Finch cũng đạt được, Violet thì ngày càng khá hơn, không còn u sầu, buồn bã như trước và tuyệt vời nhất cậu đã có được trái tim Violet. Finch đã khiến cho Violet thêm yêu cuộc sống, kéo cô ra ngoài để thấy và ngắm nhìn những gì tươi đẹp đang xảy ra trước mắt cô. Nửa sau của phim là lúc Violet đã dần lấy lại được niềm tin vào cuộc sống thì Finch lại đâm ra mất kiểm soát. Không hiểu sao lúc đó Finch lại trầm cảm. Và cái kết buồn cũng đến, tuy đã có được trái tim của Violet nhưng vì không làm chủ được cảm xúc và từ chối nhận sự giúp đỡ của mọi người, điều đó cũng không đủ để giúp Finch, Finch đã tự sát.

## Nội dung
Cô gái Violet Markey (Elle Fanning) là một người đang phải đối mặt với những khó khăn, tổn thương về mặt tinh thần, mãi đắm chìm, u uất trong những đau thương, mất mát, lạc lối trong chính bóng tối của mình kể từ sau cái chết do tai nạn xe hơi của chị gái cô, Violet. Từ khoảnh khắc đó cô dần trở nên lầm lì, ít nói và buồn bã sống qua ngày. Thanh xuân của Violet sẽ cứ buồn như thế cho đến một ngày cô gặp chàng trai Theodore Finch (Justice Smith) trên cây cầu bên bờ sông. Cậu ấy đã đến một cách thật bất ngờ và giúp Violet thoát ra khỏi màn đêm tăm tối đang bủa vây lý trí lẫn trái tim của cô gái.
Finch không ngần ngại lại gần, kết bạn và trò chuyện với cô nàng “khó ở” Violet. Cậu mỉm cười, chủ động đề nghị thầy giáo cho mình vào chung đội khám phá địa lý cùng cô (thực chất chỉ có cô và Finch), gửi video lên Instagram để làm quen khiến Violet phải ấn tượng và nhớ đến cậu. Sau tất cả, Violet đã đồng ý cùng Finch đi khám phá Indiana, vùng đất của tự do và những điều mộng mơ mà Finch đã vẽ nên. Họ cùng nhau đạp xe trên cung đường xanh, đứng trên “đỉnh núi” chỉ là một tảng đá nhỏ mà Finch tạo nên để quan sát đất trời bao la, viết lên lời nguyện cầu trước khi chết lên bức tường hoang đã phủ rêu xanh, vui đùa dưới cái cây treo đầy những chiếc giày đủ màu sắc. Nhờ Finch mà Violet đã cười, đã tìm thấy niềm vui và lý do để tiếp tục sống. Thế rồi, chàng trai và cô gái yêu nhau, tình yêu của họ đẹp đẽ, trong sáng, ngập tràn hạnh phúc từ những thứ bình dị bé nhỏ.
Finch là chàng trai tốt nhưng cậu lại ẩn chứa nhiều bí ẩn trong suy nghĩ và hành động, tâm hồn cậu chất chứa quá nhiều tâm tư, sự đau đớn, tức giận. Cậu mang trong mình một căn bệnh quái ác, khiến cậu dần trở nên hung dữ và không kiểm soát được hành vi của chính mình. Tưởng như một con quái vật đang ẩn nấp trong chính con người của Finch và nó đang chờ đợi được lao ra, hủy diệt tất cả. Finch ngày qua ngày chiến đấu với những suy nghĩ tiêu cực của bản thân, chán nản, ủ rũ tồn tại giữa cuộc đời. Khi nhìn thấy Violet, một người cũng giống như cậu thì Finch đã hành động. Lúc cậu đến bên cây cầu muốn vứt bỏ đi tất cả, lẩn quẩn trong sự vô vọng thì cậu đã gặp Violet, giúp cô cảm nhận những điều đáng quý của sự sống, vượt qua nỗi ám ảnh trong quá khứ để tiếp tục sống và hy vọng.
Finch đã cứu rỗi Violet nhưng ai sẽ cứu rỗi cậu khi mà chính bản thân cậu đã buông bỏ. Cậu đã ra đi, vĩnh biệt Violet để đến với một thế giới tươi đẹp hơn, ở đó sẽ không có sự kỳ thị, xa lánh, không có định kiến hay sự nghi hoặc. Ở đó Finch sẽ được tự do. Còn Violet sẽ sống tiếp để cảm nhận, để trân trọng những kỷ niệm đẹp đẽ mà Finch đã trao tặng cho cô.

## Diễn viên
- Elle Fanning trong vai Violet Markey
- Justice Smith trong vai Theodore Finch
- Alexandra Shipp trong vai Kate Finch
- Kelli O'Hara trong vai Sheryl Markey
- Lamar Johnson trong vai Charlie
- Virginia Gardner trong vai Amanda
- Felix Mallard trong vai Roamer
- Sofia Hasmik trong vai Brenda
- Keegan-Michael Key trong vai Richard Embry
- Luke Wilson trong vai James Markey

## Chủ đề
Chủ đề nổi bật trong bộ phim là một trong những vấn đề về sức khỏe tâm thần. Đoạn kết của bộ phim có đoạn: "Bộ phim này dành riêng cho những người bị ảnh hưởng bởi các vấn đề sức khỏe tâm thần, tự tử hoặc đau buồn. Nếu bạn đang vật lộn hoặc biết một ai đó đang phải chịu đựng, bạn có thể tìm giúp đỡ tại allthebrightplacesfilm.info Lưu trữ ngày 8 tháng 8 năm 2020 tại Wayback Machine."

## Sản xuất
Vào tháng 7 năm 2015, Elle Fanning đã thông báo rằng sẽ đóng vai chính trong Những ngày tươi đẹp, với tác giả Jennifer Niven viết kịch bản chuyển thể. Vào tháng 7 năm 2015, đã có thông báo rằng Miguel Arteta sẽ chỉ đạo bộ phim. Vào tháng 7 năm 2018, Justice Smith đã tham gia dàn diễn viên của bộ phim, với Brett Haley thay thế Arteta làm đạo diễn, và Liz Hannah đồng sáng tác kịch bản với Niven. Echo Lake Entertainment và FilmNation Entertainment đã sản xuất bộ phim, cùng với các diễn viên Fanning, Paula Mazur, Mitchell Kaplan, Doug Mankoff, Andrew Spaulding và Brittany Kahn làm nhà sản xuất, trong khi Hannah làm nhà sản xuất điều hành.
Vào tháng 10 năm 2018, Alexandra Shipp, Keegan-Michael Key, Luke Wilson, Kelli O'Hara, Virginia Gardner, Felix Mallard, Lamar Johnson và Sofia Hasmik đã tham gia dàn diễn viên của bộ phim, với sự phân phối của Netflix. Quay phim chính bắt đầu vào ngày 4 tháng 10 năm 2018, tại Elyria, Ohio.

## Đánh giá
Tính đến  tháng 6 năm 2020, Những ngày tươi đẹp giữ tỷ lệ tán thành 66% trên trang web tổng hợp đánh giá Rotten Tomatoes, dựa trên 38 đánh giá, với tỷ lệ trung bình là 6,33/10. Đồng thuận phê bình của trang web đọc: "Mặc dù đôi khi phim phải chịu sức ép từ sự thành công của tiểu thuyết gốc, Những ngày tươi đẹp [sic] thành công nhờ sức mạnh của những màn trình diễn duyên dáng và dịu dàng của Elle Fanning và Justice Smith." Trên trang Metacritic, bộ phim đạt điểm 61 trên 100, dựa trên ý kiến của 9 nhà phê bình, cho thấy "những đánh giá hầu như tích cực".
Kimber Myers của tờ Los Angeles Times đã viết và đánh giá tích cực cho bộ phim: "Mặc dù không phải là không có sự hài hước, "Những ngày tươi sáng" rất coi trọng cảm xúc của thanh thiếu niên và sẽ chuyển sang những người lãng mạn ở mọi lứa tuổi - theo những cách có thể bất ngờ." Courtney Howard của tạp chí Variety viết về bộ phim theo hướng tích cực: " Trái tim đập thuần khiết và âm hưởng nhân văn của tác phẩm làm cho bộ phim phần nào nổi bật." Candice Frederick của tờ The New York Times cũng đã đánh giá tích cực cho bộ phim: "Smith và Fanning mang đến những màn trình diễn để lại những trầm tư cho câu chuyện tinh tế này" Benjamin Lee của The Guardian chỉ cho bộ phim 2 trên 5 sao và viết: "Có thông điệp được gửi gắm đầu phim và cuối danh đề cho những người đang hoặc có thể bị ảnh hưởng bởi các chủ đề được nêu ra. Nhưng phim không thể phủ nhận những gì xuất hiện trước đó: một bộ phim kéo dài trong một thời gian ngắn nhưng vẫn nông cạn đáng thất vọng."

## Phát hành
Phim phát hành vào ngày 28 tháng 2 năm 2020 trên Netflix. Phim có phụ đề tiếng Việt bên cạnh các phụ đề khác như tiếng Anh, tiếng Trung giản thể và tiếng Trung phổn thể.